# 东胜区
东胜区是中国内蒙古自治区鄂尔多斯市东部下辖的一个市辖区。
东胜区属温带大陆性气候。东胜区是鄂尔多斯市经济、科技、文化、金融中心；经济发展水平位居自治区前列。交通便利，包茂高速、荣乌高速、包西铁路、包神铁路经此。

## 历史
清光绪三十三年（1907年）三月，清廷批准设置管理郡王、札萨克两旗垦地汉民事务的东胜厅，为口外十二厅之一，隶山西省归绥道。
民国元年（1912年）5月，东胜厅改置东胜县，隶山西归绥观察使，县治寄包头文曲巷广生店。後属绥远。
1949年後，属伊克昭盟。1983年10月10日撤销东胜县，设立县级东胜市。2001年随鄂尔多斯市成立，撤市改东胜区。

## 行政区划
东胜区下辖12个街道办事处、3个镇：
交通街道、公园街道、林荫街道、建设街道、富兴街道、天骄街道、诃额伦街道、巴音门克街道、幸福街道、纺织街道、兴胜街道、民族街道、泊尔江海子镇、罕台镇、铜川镇、鄂尔多斯装备制造基地和东胜轻纺工业园区。

## 人口
根據第七次人口普查數據，截至2022年4月，東勝區常住總人口57.63萬人。

## 语言
东胜区境内的汉语变体主要属于晋语大包片。